# Inégalité triangulaire

Triangle.

En géométrie, l'inégalité triangulaire est le fait que, dans un triangle, la longueur d'un côté est inférieure à la somme des longueurs des deux autres côtés. Cette inégalité est relativement intuitive. Dans la vie ordinaire, comme dans la géométrie euclidienne, cela se traduit par le fait que la ligne droite est le plus court chemin : le plus court chemin d'un point A à un point B est d'y aller tout droit, sans passer par un troisième point C qui ne serait pas sur la ligne droite.
De façon plus abstraite, cette inégalité correspond au fait que la distance directe est une valeur minimale de distance. Elle est aussi une propriété ou condition nécessaire à la définition d'une bonne distance. Cette distance est un choix possible en métrique mathématique, mais pas forcément le meilleur, suivant les cas et les usages.

## Énoncés

### En géométrie
Dans un plan euclidien, soit un triangle ABC. Alors les longueurs AB, AC et BC vérifient les trois inégalités suivantes :
- {\displaystyle AB\leqslant AC+CB} ;
- {\displaystyle AC\leqslant AB+BC} ;
- {\displaystyle BC\leqslant BA+AC}.

La conjonction de ces trois inégalités équivaut à la double inégalité : {\displaystyle |AC-CB|\leqslant AB\leqslant AC+CB}.
La première de ces dernières inégalités traduit que dans un triangle, la longueur d'un côté est supérieure à la différence des longueurs des deux autres. 
Le cas d'égalité dans la deuxième inégalité s'écrit :
{\displaystyle AB=AC+CB\Leftrightarrow C\in [AB]}.

### Pour les nombres complexes
En utilisant une représentation complexe du plan euclidien, on peut noter
- {\displaystyle x={\text{affixe de }}{\overrightarrow {AC}}}
- {\displaystyle y={\text{affixe de }}{\overrightarrow {CB}}}

On obtient cette formulation équivalente.
Pour {\displaystyle (x,y)\in \mathbb {C} ^{2}}, on a :
- {\displaystyle |x+y|\leqslant |x|+|y|} ;
- {\displaystyle |x+y|=|x|+|y|\Longleftrightarrow \exists (\lambda ,\mu )\in \mathbb {R} _{+}^{2}\setminus \{(0,0)\},\ \lambda y=\mu x}.

### Généralisation aux espaces préhilbertiens
Soit {\displaystyle (E,\langle \cdot |\cdot \rangle )} un espace préhilbertien réel. On note {\displaystyle \|\cdot \|} la norme associée au produit scalaire. Pour {\displaystyle (x,y)\in E^{2}}, en utilisant l'inégalité de Cauchy-Schwarz et son cas d'égalité, on démontre alors l'inégalité de Minkowski :
- {\displaystyle \|x+y\|\leqslant \|x\|+\|y\|} ;
- {\displaystyle \|x+y\|=\|x\|+\|y\|\Longleftrightarrow \exists (\lambda ,\mu )\in \mathbb {R} _{+}^{2}\setminus \{(0,0)\},\ \lambda y=\mu x} ({\displaystyle x} et {\displaystyle y} positivement liés).

(Tout espace préhilbertien complexe {\displaystyle (E,\langle \cdot |\cdot \rangle ')} est un espace préhilbertien réel, pour le produit scalaire {\displaystyle \langle x|y\rangle :=\mathrm {Re} (\langle x|y\rangle ')}, qui induit la même norme que le produit hermitien {\displaystyle \langle \cdot |\cdot \rangle '}.)

### Point de vue axiomatique
Soient E un ensemble et {\displaystyle d:E\times E\to \mathbb {R} ^{+}}. On dit que d est une distance sur E si :
- {\displaystyle \forall (x,y)\in E^{2},\ d(x,y)=d(y,x)}
- {\displaystyle \forall (x,y)\in E^{2},\ d(x,y)=0\Longleftrightarrow x=y}
- {\displaystyle \forall (x,y,z)\in E^{3},\ d(x,z)\leqslant d(x,y)+d(y,z)}

La troisième propriété demandée à {\displaystyle d} pour être une distance est de vérifier l'inégalité triangulaire. Jointe à la première, elle entraîne :
- {\displaystyle \forall (x,y,z)\in E^{3},\ |d(x,z)-d(y,z)|\leqslant d(x,y)}

et plus généralement, pour toute partie non vide A de E, {\displaystyle |d(x,A)-d(y,A)|\leqslant d(x,y)} (voir « Distance d'un point à une partie »).
Réciproquement, {\displaystyle |d(x,z)-d(y,z)|\leqslant d(x,y)\Longrightarrow d(x,z)\leqslant d(x,y)+d(y,z)}.
Tout espace vectoriel normé {\displaystyle (E,\|~\|)} — en particulier {\displaystyle (\mathbb {C} ,|~|)} — est naturellement muni d'une distance {\displaystyle d}, définie par {\displaystyle d(x,y)=\|x-y\|}, pour laquelle la majoration {\displaystyle |d(x,0)-d(y,0)|\leqslant d(x,y)} se réécrit :
- {\displaystyle {\Big |}\|x\|-\|y\|{\Big |}\leqslant \|x-y\|}.

## Inégalité triangulaire généralisée
On peut itérer l'inégalité triangulaire pour un nombre fini d'éléments.
En géométrie, cela donne :
{\displaystyle A_{1}A_{n}\leqslant A_{1}A_{2}+\cdots A_{n-1}A_{n}} , cas d'égalité pour {\displaystyle A_{1},A_{2},\cdots ,A_{n}} alignés dans cet ordre.
Pour les complexes, cela donne :
{\displaystyle |z_{1}+z_{2}+\cdots +z_{n}|\leqslant |z_{1}|+|z_{2}|+\cdots +|z_{n}|} , cas d'égalité si {\displaystyle z_{1}\neq 0} : {\displaystyle z_{k}/z_{1}} est un réel strictement positif pour {\displaystyle k=1\cdots n}.
Pour un espace vectoriel normé :
{\displaystyle \|x_{1}+x_{2}+\cdots +x_{n}\|\leqslant \|x_{1}\|+\|x_{2}\|+\cdots +\|x_{n}\|}.
Cas d'égalité dans le cas préhilbertien : les {\displaystyle x_{k}} positivement liés deux à deux.

## Inégalité triangulaire pour les intégrales
Si {\displaystyle f} est une fonction intégrable au sens de Riemann (en particulier si elle est continue par morceaux) sur un intervalle {\displaystyle [a,b],a<b}, à valeurs dans un espace vectoriel normé, alors  :
{\displaystyle \left\Vert \int _{a}^{b}f(x)dx\right\Vert \leqslant \int _{a}^{b}\left\Vert f(x)\right\Vert dx}
Cas d'égalité si {\displaystyle f} est continue à valeurs complexes : il existe une constante {\displaystyle k} de module 1 telle que {\displaystyle f=k|f|} sur {\displaystyle [a,b]}.
Dans le cas réel, cela équivaut à ce que {\displaystyle f} soit de signe constant sur {\displaystyle [a,b]}.

## Note
1. ↑  Laurent Schwartz, Analyse. I, Théorie des ensembles et topologie, Hermann, 1995 (ISBN 978-2-7056-6161-8 et 2-7056-6161-1, OCLC 439120175, lire en ligne), p. 131
2. ↑  Voir par exemple  ce paragraphe de la leçon sur les espaces préhilbertiens réels sur Wikiversité.
3. ↑  Jacqueline Lelong-Ferrand, J.M. Arnaudiès, Cours de mathématiques, Analyse, t. 2, Dunod, 1977, p. 416-417